# Flesh & Blood (Poison)
| Recensione | Giudizio |
| ---------- | -------- |
| AllMusic   |          |

Flesh & Blood è il terzo album in studio del gruppo musicale statunitense Poison, pubblicato il 21 giugno 1990 dalla Capitol Records.

## Il disco
Il disco è stato registrato ai Little Mountain Sound Studios di Vancouver con il produttore canadese Bruce Fairbairn. Esso segna un leggero cambio di rotta nei testi, che si presentano più maturi rispetto agli esordi, ma anche nell'immagine del gruppo, che abbandona gli elementi estremi del trucco hair metal (vedi copertina di Look What the Cat Dragged In) per adottare un aspetto più sobrio.
L'album riconfermò il successo del lavoro precedente e raggiunse il secondo posto della Billboard 200. Furono estratti due singoli che entrarono nella top 10, Unskinny Bop e Something to Believe In, e altri due che ottennero buoni risultati in classifica, Ride the Wind e Life Goes On. L'album ha venduto oltre sette milioni di copie nel mondo.
In occasione del 20º anniversario, l'album è stato rimasterizzato con l'aggiunta di una traccia in versione acustica e una cover strumentale di God Save the Queen dei Sex Pistols.

## Tracce
Testi e musiche di Bret Michaels, C.C. DeVille, Bobby Dall e Rikki Rockett.
1. Strange Days of Uncle Jack – 1:40
2. Valley of Lost Souls – 3:58
3. (Flesh & Blood) Sacrifice – 4:40
4. Swampjuice (Soul-O) – 1:25
5. Unskinny Bop – 3:47
6. Let It Play – 4:21
7. Life Goes On – 4:47
8. Come Hell or High Water – 5:02
9. Ride the Wind – 3:51
10. Don't Give Up an Inch – 3:43
11. Something to Believe In – 5:28
12. Ball and Chain – 4:23
13. Life Loves a Tragedy – 5:14
14. Poor Boy Blues – 5:19

### Tracce bonus 20º anniversario
1. Something to Believe In (acoustic version) – 5:59
2. God Save the Queen (cover dei Sex Pistols) – 2:47

## Formazione
Gruppo
- Bret Michaels – voce, chitarra ritmica
- C.C. DeVille – chitarra solista, cori
- Bobby Dall – basso, cori
- Rikki Rockett – batteria, cori

Altri musicisti
- John Webster – tastiere, pianoforte

Produzione
- Bruce Fairbairn – produzione
- Mike Fraser – ingegneria del suono, missaggio, produzione
- George Marino – mastering

## Classifiche
| Classifica (1990) | Posizione massima |
| ----------------- | ----------------- |
| Regno Unito       | 3                 |
| Stati Uniti       | 2                 |